# 웅단
웅단(熊䵣)은 중국 초나라의 제3대 군주이다. 웅애의 아들이다. 아들인 웅승이 뒤를 이었다.
| 전 임 아버지 웅애 | 제3대 초나라의 군주 | 후 임 아들 웅승 |